# Usedlost čp. 51 (Jeníkovice)
Usedlost čp. 51 je klasicistní venkovské stavení na území obce Jeníkovice u Hradce Králové. Od roku 2002 je stavba památkově chráněna.

## Popis
Obytné stavení z 2. poloviny 19. století je vybudováno na severním okraji pozemku a štítově je orientováno do ulice. Stavba na obdélníkovém půdorysu je tvořena cihelným zdivem a kryta sedlovou taškovou střechou. Na obytnou část navazuje část s chlévy a dále zřejmě bývalá kůlna. Ve štítovém průčelí stavení je nápadná zejména profilovaná římsa a členění fasády pilastry, a to jak v přízemí, tak ve štítu, kde jsou pilastry ozdobnější. Okna jsou umístěna v šambránách. Boční cvikle jsou zdobeny kvádrovou bosáží, horní cvikl nese štukový ornament.
V západní části pozemnku je kolmo k obytné budově vybudována stodola, která je mladší než obytné stavení. Stodola je vystavěna z režných cihel, završena sedlovou taškovou střechou a v přední části má posuvná prkenná vrata.